# Спленоза
Спленоза је доброћудно (бенигно) стање узроковано аутотрансплантацијом ткива слезине након трауматске руптуре или спленектомије. Обично је локализовано унутар перитонеалне шупљине, док се  у неким стањима јавља се као ектопично ткиво слезине у грудном кошу, карлици и интракранијално.

## Историја
Ектопично ткиво слезине први је описао Албрехт у Немачкој 1896. године. Термин „спленоза“ први су употребили Бушбиндер и Липкфин са намером да опишу своје налазе из 1939. године.

## Етиологија
Спленоза је доброћудни (бенигни) ентитет, са  највећим значајем у потреби да се разликује од злокобније патологије. Важно је напоменути да свака патологија која се може развити у нормалној слезини може настати и спленози (унутар жаришта ткива слезине).
Трбушна спленоза
Трбушна спленоза се јавља након абдоминалне трауме или операције (нпр. након спленектомије). Настаје као резултат засејавања перитонеалне шупљине ткивом слезине које активира локално снабдевање крвљу. Ектопична жаришта слезине су типично мала (каја расту на серозним/перитонеалним површинама) и вишеструка. Они могу временом порасти и постати прилично велика. Ако се налазе само интрахепатично, могу изазвати озбиљне дијагностичке проблеме.
Грудна (торакална) спленоза
Сличан процес који се јавља у грудном кошу назива се торакална спленоза . Ретка је и манифестује се као више плеуралних чворова у левом хемитораксу. Обично се јавља након тупе трауме која узрокује комбинацију повреде слезине и руптуре леве дијафрагме.

## Патологија
Макроскопски, спленоза се манифестује:
- појединачним комадима црвенкастоплавог ткива променљивог облика,
- присутвом од 1 до 300 комада,[4]
- променама углавном локализоване у трбушној дупљи,
- променама величине од неколико милиметара до чак 12 cm.

Због ограниченог снабдевања крвљу ових чворова, типична величина имплантата слезине је обично мања од 3 cm. Имплантати могу бити у виду одвојених комада или комада повезаних са другим деловима ткива слезине помоћу танке стабљике.
Хистолошки, правилно ткиво слезине се састоји од црвене и беле пулпе, слично структури акцесорна слезине.

## Дијагноза

#### Радиографске карактеристике

##### Компјутерска томографија (КТ)
На КТ виде се типично заобљени или сесилни чворови, који имају густину и карактеристике сличне остатку слезине, или очекиваној густини слезине након спленектомије .

##### Магнетна резонантна томографија (МРТ)
Карактеристике сигнала у МРТ су сличне нормалној слезини:
- Т1:  хипоинтензивна сенка
- Т2:  хиперинтензиван сенка
- Т1 Ц+ (Гд): хетерогено побољшање

##### Нуклеарна медицина

###### Технецијум 99м сумпорни колоид
Дијагноза се може потврдити скенирањем технецијум 99м сумпорним колоидом који ће показати повећано везивање све док је ектопично ткиво слезине пречника најмање 2 cm.
Када  скенирање технецијум  99м сумпорним колоидом не успе да потврди присуство ткива слезине, скенирање технецијумом-99м-означених еритроцита оштећених топлотом са аутологним еритроцитима остаје златни стандард снимања, јер је способан да специфично докаже присутво ткива слезине.

## Диференцијална дијагноза
Спленозу не треба мешати са полиспленијом или акцесорним слезинама (спленункулима), које су урођени и задржавају артеријско снабдевање из артерија слезене  и састоје се од нормалног ткива слезине. У зависности од њихове локације, могу изгледати као да потичу из различитих органа и на тај начин опонашати злоћудне карактеристике (малигнитет).
Диференцијална дијагноза код нодула меког ткива укључује:
- перитонеалне метастазе,
- увећане лимфне чворове (абдоминална лимфаденопатија)
- ендометриозу.